# James Dewey Watson
James Dewey Watson (Chicago, Illinois; 6 de abril de 1928), conocido como James Watson, es un biólogo molecular, genetista y zoólogo estadounidense. En 1953 publicó, junto con Francis Crick, el artículo académico en el que proponía la estructura de doble hélice de la molécula de ADN. Watson, Crick y Maurice Wilkins recibieron en 1962 el Premio Nobel de Fisiología o Medicina por sus descubrimientos sobre la estructura molecular de los ácidos nucleicos y su importancia para la transferencia de información en la materia viva". En años posteriores, se ha reconocido que Watson y sus colegas no atribuyeron debidamente a su colega Rosalind Franklin sus contribuciones al descubrimiento de la estructura de la doble hélice.

## Primeros años y educación
James D. Watson nació en Chicago el 6 de abril de 1928, como único hijo de Jean y James D. Watson, este último un hombre de negocios descendiente en su mayoría de colonos ingleses, durante la época  colonial en los Estados Unidos. Su padre, Lauchlin Mitchell, sastre, era de Glasgow, Escocia, y su madre, Lizzie Gleason, era hija de padres del condado de Tipperary, Irlanda. Criado como católico, más tarde se describió a sí mismo como "un fugitivo de la religión católica". Watson dijo: "Lo más afortunado que me ha pasado es que mi padre no creía en Dios".
Watson creció en la zona sur de Chicago y asistió a escuelas públicas, como la Horace Mann Grammar School y la South Shore High School. Le fascinaba la observación de aves, una afición que compartía con su padre, por lo que se planteó estudiar ornitología. Watson apareció en Quiz Kids, un popular programa de radio que retaba a jóvenes brillantes a responder preguntas. Gracias a la política liberal del presidente de la universidad, Robert Hutchins, se matriculó a los 15 años en la Universidad de Chicago, donde obtuvo una beca de estudios. Entre sus profesores se encontraba Louis Leon Thurstone, de quien Watson aprendió el análisis factorial, al que luego haría referencia en sus controvertidas opiniones sobre la raza.
Tras leer el libro de Erwin Schrödinger, ¿Qué es la vida? en 1946, Watson cambió sus ambiciones profesionales del estudio de la ornitología a la genética. Watson se licenció en Zoología por la Universidad de Chicago en 1947. En su autobiografía, Avoid Boring People, Watson describió la Universidad de Chicago como una "institución académica idílica en la que se le inculcó la capacidad de pensamiento crítico y una compulsión ética de no sufrir a los tontos que impedían su búsqueda de la verdad", en contraste con su descripción de experiencias posteriores. En 1947, Watson abandonó la Universidad de Chicago para convertirse en estudiante de posgrado en el Sistema Universitario de Indiana, atraído por la presencia en Bloomington del premio Nobel de 1946, Hermann Joseph Muller, quien en trabajos cruciales publicados en 1922, 1929 y en la década de 1930 había expuesto todas las propiedades básicas de la molécula de la herencia que Schrödinger presentó en su libro de 1944. Se doctoró en la Universidad de Indiana en 1950; Salvador Luria fue su asesor doctoral.

## Carrera e investigación

### Luria, Delbrück y el Grupo Fago
Al principio, Watson se sintió atraído por la biología molecular gracias a los trabajos de Salvador Luria. Luria acabó compartiendo el Premio Nobel de Fisiología o Medicina de 1969 por su trabajo en el experimento Luria-Delbrück, relativo a la naturaleza de las mutaciones genéticas. Formaba parte de un grupo distribuido de investigadores que utilizaban los virus que infectan a las bacterias, llamados bacteriófagos. Él y Max Delbrück se encontraban entre los líderes de este nuevo "Grupo de los Fagos", un importante movimiento de genetistas desde sistemas experimentales como la Drosophila hacia la genética microbiana. A principios de 1948, Watson comenzó su investigación de doctorado en el laboratorio de Luria en la Universidad de Indiana. Esa primavera, conoció a Delbrück primero en el apartamento de Luria y de nuevo ese verano durante el primer viaje de Laboratorio Cold Spring Harbor (CSHL).
El Grupo de Fagos fue el medio intelectual en el que Watson se convirtió en un científico en activo. Es importante destacar que los miembros del Grupo de Fagos intuían que estaban en el camino de descubrir la naturaleza física del gen. En 1949, Watson siguió un curso con Felix Haurowitz que incluía la visión convencional de la época: que los genes eran proteínas y capaces de replicarse a sí mismos. El otro componente molecular principal de los cromosomas, el ADN, se consideraba en general un "tetranucleótido estúpido", que solo cumplía una función estructural de apoyo a las proteínas. Incluso en esta época, Watson, bajo la influencia del Grupo de Fagos, conocía el experimento de Avery-MacLeod-McCarty, que sugería que el ADN era la molécula genética. El proyecto de investigación de Watson consistía en utilizar rayos X para inactivar los virus bacterianos.
En septiembre de 1950, Watson se trasladó a la Universidad de Copenhague para realizar un año de investigación postdoctoral, dirigiéndose primero al laboratorio del bioquímico Herman Kalckar. Kalckar estaba interesado en la síntesis enzimática de los ácidos nucleicos y quería utilizar los fagos como sistema experimental. Watson quería explorar la estructura del ADN, y sus intereses no coincidían con los de Kalckar. Tras trabajar parte del año con Kalckar, Watson pasó el resto del tiempo en Copenhague realizando experimentos con el fisiólogo microbiano Ole Maaløe, entonces miembro del Grupo de Fagos.
Los experimentos, de los que Watson se había enterado durante la conferencia sobre fagos del verano anterior en Cold Spring Harbor, incluían el uso de fosfato radiactivo como trazador para determinar qué componentes moleculares de las partículas de fago infectan realmente a las bacterias objetivo durante la infección viral. La intención era determinar si el material genético era la proteína o el ADN, pero tras consultar con Max Delbrück, determinaron que sus resultados no eran concluyentes y no podían identificar específicamente las moléculas recién marcadas como ADN. Watson nunca desarrolló una interacción constructiva con Kalckar, pero sí acompañó a éste a una reunión en Italia, donde Watson vio a Maurice Wilkins hablar sobre los datos de difracción de rayos X para el ADN. Watson estaba ahora seguro de que el ADN tenía una estructura molecular definida que podía ser dilucidada.
En 1951, el químico Linus Pauling publicó en California su modelo de la hélice alfa de los aminoácidos, un resultado que surgió de los esfuerzos de Pauling en la cristalografía de rayos X y la construcción de modelos moleculares. Tras obtener algunos resultados de su fago y de otras investigaciones experimentales realizadas en la Universidad de Indiana, el Statens Serum Institut (Dinamarca), el CSHL y el Instituto Tecnológico de California, Watson tenía ahora el deseo de aprender a realizar experimentos de difracción de rayos X para poder trabajar en la determinación de la estructura del ADN. Ese verano, Luria conoció a John Kendrew, y este organizó un nuevo proyecto de investigación postdoctoral para Watson en Inglaterra. En 1951, Watson visitó la Estación Zoológica Anton Dohrn de Nápoles.

### Identificación de la doble hélice
A mediados de marzo de 1953, Watson y Crick dedujeron la estructura de doble hélice del ADN. Los datos experimentales recogidos en el King's College de Londres -principalmente por Rosalind Franklin- fueron cruciales para su descubrimiento y no se les atribuyó la autoría. Sir Lawrence Bragg, director del Laboratorio Cavendish (donde trabajaban Watson y Crick), hizo el anuncio original del descubrimiento en una conferencia de Solvay sobre proteínas celebrada en Bélgica el 8 de abril de 1953; la prensa no lo publicó. Watson y Crick presentaron un artículo titulado "Molecular Structure of Nucleic Acids: A Structure for Deoxyribose Nucleic Acid" (Estructura molecular de los ácidos nucleicos: una estructura para el ácido nucleico de desoxirribosa) a la revista científica Nature, que se publicó el 25 de abril de 1953. Bragg dio una charla en la Escuela de Medicina del Guy's Hospital de Londres el jueves 14 de mayo de 1953, que dio lugar a un artículo de Ritchie Calder del 15 de mayo de 1953 en el periódico londinense News Chronicle, titulado "Why You Are You. El secreto más cercano de la vida".
Sydney Brenner, Jack Dunitz, Dorothy Hodgkin, Leslie Orgel y Beryl M. Oughton fueron algunas de las primeras personas que en abril de 1953 vieron el modelo de la estructura del ADN, construido por Crick y Watson; en ese momento, trabajaban en el Departamento de Química de la Universidad de Oxford. Todos quedaron impresionados por el nuevo modelo de ADN, especialmente Brenner, que posteriormente trabajó con Crick en Cambridge en el Laboratorio Cavendish y en el nuevo Laboratorio de Biología Molecular. Según la difunta Beryl Oughton, más tarde Rimmer, todos viajaron juntos en dos coches una vez que Dorothy Hodgkin les anunció que iban a Cambridge a ver el modelo de la estructura del ADN.
El periódico de los estudiantes de la Universidad de Cambridge, Varsity, también publicó un breve artículo sobre el descubrimiento el sábado 30 de mayo de 1953. Posteriormente, Watson presentó una ponencia sobre la estructura doblemente helicoidal del ADN en el 18.º Simposio de Cold Spring Harbor sobre Virus a principios de junio de 1953, seis semanas después de la publicación del artículo de Watson y Crick en Nature. Muchos de los asistentes a la reunión aún no habían oído hablar del descubrimiento. El Simposio de Cold Spring Harbor de 1953 fue la primera oportunidad para muchos de ver el modelo de la doble hélice del ADN.
Watson, Crick y Wilkins recibieron el Premio Nobel de Fisiología o Medicina en 1962 por sus investigaciones sobre la estructura de los ácidos nucleicos. Rosalind Franklin había fallecido en 1958 y, por tanto, no podía ser nominada.
La publicación de la estructura de doble hélice del ADN se ha descrito como un punto de inflexión en la ciencia; la comprensión de la vida cambió fundamentalmente y comenzó la era moderna de la biología.
Interacciones con Rosalind Franklin y Raymond Gosling
El uso por parte de Watson y Crick de los datos de difracción de rayos X del ADN recogidos por Rosalind Franklin y su estudiante Raymond Gosling no estaba autorizado. Los patrones de difracción de rayos X de alta calidad del ADN de Franklin eran información privilegiada e inédita tomada sin permiso de un científico que trabajaba en el mismo tema en otro laboratorio. Watson y Crick utilizaron algunos de los datos inéditos de Franklin -sin su consentimiento- en su construcción del modelo de doble hélice del ADN. Los resultados de Franklin proporcionaban estimaciones del contenido de agua de los cristales de ADN y estos resultados eran coherentes con que las dos columnas vertebrales de azúcar-fosfato estuvieran en el exterior de la molécula. Franklin dijo a Crick y Watson que las columnas vertebrales tenían que estar en el exterior; antes de eso, Linus Pauling y Watson y Crick tenían modelos erróneos con las cadenas en el interior y las bases apuntando hacia el exterior. Su identificación del grupo espacial de los cristales de ADN reveló a Crick que las dos cadenas de ADN eran antiparalelas.
Las imágenes de difracción de rayos X recogidas por Gosling y Franklin proporcionaron la mejor prueba de la naturaleza helicoidal del ADN. Watson y Crick tenían tres fuentes para los datos no publicados de Franklin:
1. Su seminario de 1951, al que asistió Watson;
2. Discusiones con Wilkins, que trabajaba en el mismo laboratorio con Franklin;
3. Un informe sobre el progreso de la investigación que pretendía promover la coordinación de los laboratorios apoyados por el Consejo de Investigación Médica.[25] Watson, Crick, Wilkins y Franklin trabajaron en laboratorios del MRC.

En los últimos años, Watson ha suscitado controversia en la prensa popular y científica por su "trato misógino" hacia Franklin y por no atribuirle debidamente sus trabajos sobre el ADN. En La doble hélice, Watson admitió posteriormente que "Rosy, por supuesto, no nos dio directamente sus datos. De hecho, nadie en King's se dio cuenta de que estaban en nuestras manos". Según un crítico, el retrato que Watson hizo de Franklin en La doble hélice fue negativo, dando la impresión de que era la ayudante de Wilkins y que era incapaz de interpretar sus propios datos de ADN. La acusación de Watson era indefendible, ya que Franklin dijo a Crick y a Watson que las espinas dorsales de la hélice tenían que estar en el exterior. De un artículo de 2003 en Nature:
Otros comentarios despectivos hacia "Rosy" en el libro de Watson llamaron la atención del emergente movimiento feminista de finales de los 60. "Está claro que Rosy tenía que irse o ser puesta en su sitio... Desgraciadamente, Maurice no pudo ver ninguna forma decente de dar la patada a Rosy". Y, "Ciertamente una mala manera de salir a la inmundicia de una ... noche de noviembre era que una mujer te dijera que te abstuvieras de aventurar una opinión sobre un tema para el que no estabas capacitado".
Una revisión de la correspondencia de Franklin a Watson, en los archivos del CSHL, reveló que los dos científicos intercambiaron posteriormente correspondencia científica constructiva. Franklin consultó a Watson sobre su investigación del ARN del virus del mosaico del tabaco. Las cartas de Franklin estaban enmarcadas con las formas normales y poco llamativas de dirigirse a él, comenzando con "Querido Jim", y concluyendo con "Tus mejores deseos, Rosalind". Cada uno de los científicos publicó sus propias contribuciones al descubrimiento de la estructura del ADN en artículos separados, y todos los colaboradores publicaron sus hallazgos en el mismo volumen de Nature. Estos artículos clásicos de biología molecular se identifican como: Watson J. D. y Crick F. H. C. "A Structure for Deoxyribose Nucleic Acid". Nature 171, 737-738 (1953); Wilkins M. H. F., Stokes A. R. & Wilson H. R. "Molecular Structure of Deoxypentose Nucleic Acids". Nature 171, 738-740 (1953); Franklin R. y Gosling R. G. "Molecular Configuration in Sodium Thymonucleate". Nature 171, 740-741 (1953).

### Universidad de Harvard
En 1956, Watson aceptó un puesto en el departamento de Biología de la Universidad de Harvard. Su trabajo en Harvard se centró en el ARN y su papel en la transferencia de información genética.
Watson abogó por un cambio de enfoque en la escuela, pasando de la biología clásica a la biología molecular, afirmando que disciplinas como la ecología, la biología del desarrollo, la taxonomía, la fisiología, etc. se habían estancado y solo podrían progresar una vez que las disciplinas subyacentes de la biología molecular y la bioquímica hubieran dilucidado sus fundamentos, llegando incluso a desaconsejar su estudio a los estudiantes.
Watson continuó siendo miembro de la facultad de Harvard hasta 1976, aunque asumió la dirección del Laboratorio de Cold Spring Harbor en 1968.
Durante su estancia en Harvard, Watson participó en una protesta contra la guerra de Vietnam, liderando un grupo de 12 biólogos y bioquímicos que pedían "la retirada inmediata de las fuerzas estadounidenses de Vietnam". En 1975, en el trigésimo aniversario del bombardeo de Hiroshima, Watson fue uno de los más de 2.000 científicos e ingenieros que se manifestaron en contra de la proliferación nuclear ante el presidente Gerald Ford, argumentando que no existía ningún método probado para la eliminación segura de los residuos radiactivos, y que las centrales nucleares eran una amenaza para la seguridad debido a la posibilidad de robo terrorista del plutonio.
Las opiniones sobre las contribuciones científicas de Watson durante su estancia en Harvard son algo dispares. Sus logros más notables en sus dos décadas en Harvard pueden ser lo que escribió sobre la ciencia, más que todo lo que descubrió durante ese tiempo. El primer libro de texto de Watson, The Molecular Biology of the Gene (La biología molecular del gen), marcó una nueva pauta en los libros de texto, sobre todo por el uso de cabezas de concepto, breves subtítulos declarativos. Su siguiente libro de texto fue Biología molecular de la célula, en el que coordinó el trabajo de un grupo de científicos-escritores. Su tercer libro de texto fue Recombinant DNA, que describía cómo la ingeniería genética ha aportado mucha información nueva sobre el funcionamiento de los organismos. Los libros de texto siguen imprimiéndose.

### Publicación deLa doble hélice
En 1968, Watson escribió La doble hélice, incluido en la lista de los 100 mejores libros de no ficción por el Consejo de la Modern Library. El libro detalla la historia del descubrimiento de la estructura del ADN, así como las personalidades, los conflictos y la controversia que rodean su trabajo, e incluye muchas de sus impresiones emocionales privadas de la época. El título original de Watson iba a ser "Honest Jim". La publicación del libro estuvo rodeada de polémica. El libro de Watson iba a ser publicado originalmente por la Harvard University Press, pero Francis Crick y Maurice Wilkins, entre otros, se opusieron. La universidad de origen de Watson abandonó el proyecto y el libro se publicó comercialmente. En una entrevista con Anne Sayre para su libro Rosalind Franklin and DNA (publicado en 1975 y reeditado en 2000), Francis Crick dijo que consideraba el libro de Watson como un "despreciable paquete de malditas tonterías".

### Laboratorio Cold Spring Harbor
En 1968, Watson se convirtió en director del Laboratorio Cold Spring Harbor (CSHL). Entre 1970 y 1972 nacieron los dos hijos de los Watson y, en 1974, la joven familia hizo de Cold Spring Harbor su residencia permanente. Watson fue director y presidente del laboratorio durante unos 35 años, y más tarde asumió el cargo de canciller y luego de canciller emérito.
En sus funciones de director, presidente y canciller, Watson llevó al CSHL a articular su misión actual, "la dedicación a la exploración de la biología molecular y la genética con el fin de avanzar en la comprensión y la capacidad de diagnosticar y tratar los cánceres, las enfermedades neurológicas y otras causas de sufrimiento humano". Bajo la dirección de Watson, el CSHL amplió sustancialmente tanto su investigación como sus programas de educación científica. Se le atribuye el mérito de "transformar una pequeña instalación en una de las grandes instituciones educativas y de investigación del mundo". Al iniciar un programa para estudiar la causa del cáncer humano, los científicos bajo su dirección han hecho importantes contribuciones para comprender las bases genéticas del cáncer". En un resumen retrospectivo de los logros de Watson allí, Bruce Stillman, presidente del laboratorio, dijo: "Jim Watson creó un entorno de investigación que no tiene parangón en el mundo de la ciencia."
En 2007, Watson dijo: "Me puse en contra de la izquierda porque no les gusta la genética, porque la genética implica que a veces en la vida fracasamos porque tenemos malos genes. Quieren que todo el fracaso en la vida se deba al mal sistema".

### Proyecto Genoma Humano
En 1990, Watson fue nombrado Jefe del Proyecto Genoma Humano en los Institutos Nacionales de Salud, cargo que ocupó hasta el 10 de abril de 1992. Watson abandonó el Proyecto Genoma tras los conflictos con la nueva directora de los NIH, Bernadine Healy. Watson se oponía a los intentos de Healy de adquirir patentes sobre las secuencias genéticas y cualquier propiedad de las "leyes de la naturaleza". Dos años antes de abandonar el Proyecto Genoma, había manifestado su propia opinión sobre esta larga y continua controversia que consideraba una barrera ilógica para la investigación; dijo: "Las naciones del mundo deben ver que el genoma humano pertenece a los pueblos del mundo, en contraposición a sus naciones." Se marchó pocas semanas después de que se anunciara en 1992 que los NIH solicitarían patentes para los ADNc específicos del cerebro. (La cuestión de la patentabilidad de los genes ha sido resuelta desde entonces en EE. UU. por el Tribunal Supremo).
En 1994, Watson fue nombrado presidente del CSHL. Francis Collins asumió el papel de director del Proyecto Genoma Humano.
Watson fue citado en The Sunday Telegraph en 1997 afirmando: "Si se puede encontrar el gen que determina la sexualidad y una mujer decide que no quiere tener un hijo homosexual, pues que lo haga". El biólogo Richard Dawkins escribió una carta a The Independent en la que afirmaba que la posición de Watson había sido tergiversada por el artículo de The Sunday Telegraph, y que Watson consideraría igualmente válida la posibilidad de tener un hijo heterosexual como cualquier otra razón para abortar, para subrayar que Watson está a favor de permitir la elección.
Sobre la cuestión de la obesidad, Watson fue citado en 2000 diciendo: "Siempre que entrevistas a personas gordas, te sientes mal, porque sabes que no las vas a contratar".
Watson ha apoyado repetidamente el cribado genético y la ingeniería genética en conferencias y entrevistas públicas, argumentando que la estupidez es una enfermedad y que el 10% de las personas "realmente estúpidas" más bajas deberían ser curadas. También ha sugerido que la belleza podría ser modificada genéticamente, diciendo en 2003: "La gente dice que sería terrible si hiciéramos que todas las chicas fueran bonitas. Yo creo que sería genial".
En 2007, James Watson se convirtió en la segunda persona en publicar en línea su genoma completamente secuenciado, después de que se lo presentara el 31 de mayo de 2007 la empresa 454 Life Sciences Corporation en colaboración con científicos del Centro de Secuenciación del Genoma Humano del Baylor College of Medicine. Watson fue citado diciendo: "Pongo en línea la secuencia de mi genoma para fomentar el desarrollo de una era de medicina personalizada, en la que la información contenida en nuestros genomas pueda utilizarse para identificar y prevenir enfermedades y para crear terapias médicas individualizadas".

### Vida posterior
En 2014, Watson publicó un artículo en The Lancet en el que sugería que los oxidantes biológicos podrían tener un papel diferente al que se pensaba en enfermedades como la diabetes, la demencia, las cardiopatías y el cáncer. Por ejemplo, normalmente se piensa que la diabetes de tipo 2 está causada por la oxidación en el cuerpo que provoca inflamación y mata a las células del páncreas. Watson cree que la raíz de esa inflamación es diferente: "una falta de oxidantes biológicos, no un exceso", y lo discute en detalle. Una de las respuestas críticas fue que la idea no era nueva ni meritoria, y que The Lancet publicó el artículo de Watson solamente por su nombre. Otros científicos han expresado su apoyo a su hipótesis y han propuesto que también puede ampliarse a por qué la falta de oxidantes puede provocar cáncer y su progresión.
En 2014, Watson vendió su medalla del premio Nobel para recaudar dinero después de quejarse de que le habían convertido en una "mala persona" tras unas polémicas declaraciones que había hecho. Parte de los fondos recaudados con la venta se destinaron a apoyar la investigación científica. La medalla se subastó en Christie's en diciembre de 2014 por 4,1 millones de dólares. Watson tenía la intención de contribuir con los ingresos a los trabajos de conservación en Long Island y a la financiación de la investigación en el Trinity College de Dublín. Fue el primer receptor vivo del Nobel en subastar una medalla. La medalla fue devuelta posteriormente a Watson por el comprador, Alisher Usmanov.

### Antiguos alumnos notables
Varios de los antiguos estudiantes de doctorado de Watson se convirtieron posteriormente en notables por derecho propio, como Mario Capecchi, H. Robert Horvitz, Peter B. Moore y Joan Steitz. Además de numerosos estudiantes de doctorado, Watson también supervisó a estudiantes postdoctorales y otros becarios, como Ewan Birney, Ronald W. Davis, Phillip Allen Sharp (postdoc), John Tooze (postdoc) y Richard J. Roberts (postdoc).

### Otras afiliaciones
Watson fue miembro del Consejo de Administración de United Biomedical, Inc. fundada por Chang Yi Wang. Ocupó el cargo durante seis años y se retiró del consejo en 1999.
En enero de 2007, Watson aceptó la invitación de Leonor Beleza, presidenta de la Fundación Champalimaud, para convertirse en jefe del consejo científico de la fundación, un órgano consultivo.
En marzo de 2017, Watson fue nombrado asesor principal de Cheerland Investment Group, una empresa de inversiones china que patrocinó su viaje.
Watson también ha sido asesor del Instituto Allen para la Ciencia del Cerebro.

### Avoid Boring People
Watson ha tenido desacuerdos con Craig Venter en relación con su uso de fragmentos EST mientras Venter trabajaba en los NIH. Venter pasó a fundar Celera Genomics y continuó su disputa con Watson. Se dice que Watson llamó a Venter "Hitler".
En sus memorias, Avoid Boring People: Lessons from a Life in Science, Watson describe a sus colegas académicos como "dinosaurios", "morosos", "fósiles", "fracasados", "mediocres" e "insulsos". Steve Shapin, en la revista Harvard Magazine, señaló que Watson había escrito un improbable "Libro de los modales", en el que hablaba de las habilidades necesarias en diferentes momentos de la carrera de un científico; escribió que Watson era conocido por perseguir agresivamente sus propios objetivos en la universidad. E. O. Wilson describió en una ocasión a Watson como "el ser humano más desagradable que había conocido", pero en una entrevista televisiva posterior dijo que los consideraba amigos y que su rivalidad en Harvard era "historia antigua" (cuando habían competido por la financiación en sus respectivos campos).
En el epílogo de las memorias Evitar a la gente aburrida, Watson ataca y defiende alternativamente al expresidente de la Universidad de Harvard, Lawrence Summers, que dimitió en 2006 debido en parte a sus comentarios sobre las mujeres y la ciencia. Watson también afirma en el epílogo: "Cualquiera que esté sinceramente interesado en comprender el desequilibrio en la representación de hombres y mujeres en la ciencia debe estar razonablemente preparado para considerar al menos hasta qué punto puede figurar la naturaleza, incluso con la clara evidencia de que la crianza está fuertemente implicada".

### Comentarios sobre la raza
En una conferencia celebrada en el año 2000, Watson sugirió una relación entre el color de la piel y el deseo sexual, con la hipótesis de que las personas de piel oscura tienen una libido más fuerte. En su conferencia argumentó que se había descubierto que los extractos de melanina -que dan el color a la piel- aumentaban el deseo sexual de los sujetos. "Por eso tenéis amantes latinos", dijo, según los asistentes a la conferencia. "Nunca se ha oído hablar de un amante inglés. Sólo de un paciente inglés". También ha dicho que los estereotipos asociados a grupos raciales y étnicos tienen una base genética: Los judíos son inteligentes, los chinos son inteligentes pero no creativos debido a la selección por conformidad. En cuanto a las diferencias de inteligencia entre negros y blancos, Watson ha afirmado que "todas nuestras políticas sociales se basan en que su inteligencia (la de los negros) es la misma que la nuestra (la de los blancos), mientras que todas las pruebas dicen que en realidad no es así... las personas que tienen que tratar con empleados negros consideran que esto no es cierto".
Watson ha afirmado en repetidas ocasiones que las diferencias en el coeficiente intelectual medio medido entre negros y blancos se deben a la genética. A principios de octubre de 2007, fue entrevistado por Charlotte Hunt-Grubbe en el Cold Spring Harbor Laboratory (CSHL). Comentó su opinión de que los africanos son menos inteligentes que los occidentales. Watson dijo que su intención era promover la ciencia, no el racismo, pero algunos locales del Reino Unido cancelaron sus apariciones, y él canceló el resto de su gira. Un editorial de Nature afirmaba que sus comentarios estaban "fuera de lugar", pero expresaba su deseo de que la gira no se hubiera cancelado para que Watson hubiera tenido que enfrentarse a sus críticos en persona, fomentando el debate científico sobre el asunto. Debido a la controversia, el consejo de administración del Cold Spring Harbor Laboratory suspendió las responsabilidades administrativas de Watson. Watson emitió una disculpa, y luego se retiró a la edad de 79 años del CSHL de lo que el laboratorio llamó "casi 40 años de servicio distinguido". Watson atribuyó su jubilación a su edad y a unas circunstancias que nunca podría haber previsto o deseado.
En 2008, Watson fue nombrado rector emérito del CSHL. En un documental de la BBC de ese año, Watson dijo que no se consideraba un racista. A partir de 2009, siguió asesorando y guiando el trabajo de los proyectos en el laboratorio.
En enero de 2019, tras la emisión de un documental televisivo realizado el año anterior en el que repetía sus opiniones sobre la raza y la genética, el CSHL revocó los títulos honoríficos que había concedido a Watson y cortó todos los vínculos que le quedaban. Watson no respondió a los acontecimientos, ya que estaba enfermo desde un accidente de coche en octubre de 2018.

## Vida personal
Watson es ateo. En 2003, fue uno de los 22 firmantes laureados con premio Nobel que firmaron el Manifesto Humanista El humanismo y sus Aspiraciones.

### Matrimonio y familia
Watson se casó con  Elizabeth Lewis en 1968. Tienen dos hijos, Rufus Robert Watson (nacido en 1970) y Duncan James Watson (nacido en 1972). Watson a veces habla sobre su hijo Rufus, que sufre de esquizofrenia, para estimular los avances en la comprensión y el tratamiento de enfermedades mentales para determinar cómo la genética contribuye a ello.

## Reconocimientos y premios
- American Association for Cancer Research
- American Philosophical Society
- American Society of Biological Chemists
- Atheneum (London)
- Cambridge University (Honorary Fellow, Clare College)
- Danish Academy of Arts and Sciences
- National Academy of Sciences
- Oxford University (Newton-Abraham Visiting Professor)

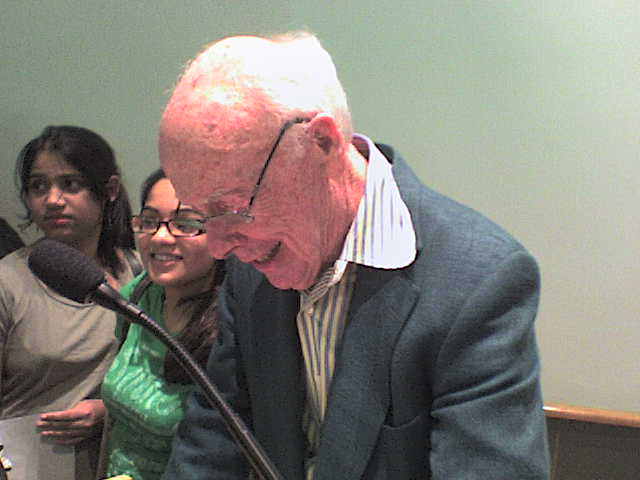
Watson firmando autógrafos después de una conferencia en el laboratorio de Cold Spring Harbor el 30 de abril de 2007.

- Royal Society (London)
- Russian Academy of Sciences
- Premio Nobel (1962)

## Obras
- James D. Watson, The Double Helix, Atheneum, 1980, ISBN 0-689-70602-2 (se publicó primero en 1968)
- Watson, J. D. (1968).  Gunther S. Stent, ed. The Double Helix: A Personal Account of the Discovery of the Structure of DNA. W. W. Norton & Company. ISBN 0-393-95075-1. (Norton Critical Editions, 1981)
- James D. Watson, Genes, Girls, and Gamow: After the Double Helix, Random House, enero de 2002, pasta dura, 259 pp. ISBN 0-375-41283-2
- James D. Watson and Andrew Berry, DNA: The Secret of Life, Random House, abril de 2003, pasta dura, 464 pp. ISBN 0-375-41546-7. Versión castellana: DNA: El secreto de la vida. Taurus, 2003. ISBN 978-84-306-0514-9
- Watson, J. D.; Baker, T. A.; Bell, S. P.; Gann, A.; Levine, M.; Losick, R. (2003). Molecular Biology of the Gene (5ª edición). Nueva York: Benjamin Cummings. ISBN 0-8053-4635-X.
- Watson, J. D. (2002). Genes, Girls, and Gamow: After the Double Helix. Nueva York: Random House. ISBN 0-375-41283-2. OCLC 47716375.
- Watson, J. D.; Berry, A. (2003). DNA: The Secret of Life. Nueva York: Random House. ISBN 0-375-41546-7.
- Watson, J.D. (2007). Avoid Boring People and Other Lessons from a Life in Science. Nueva York: Random House. p. 366. ISBN 978-0-375-41284-4.